# Шпак жовтоголовий
Шпак жовтоголовий (Creatophora cinerea) — вид горобцеподібних птахів родини шпакових (Sturnidae). Мешкає в Африці на південь від Сахари. Це єдиний представник монотипового роду Жовтоголовий шпак (Creatophora).

## Опис

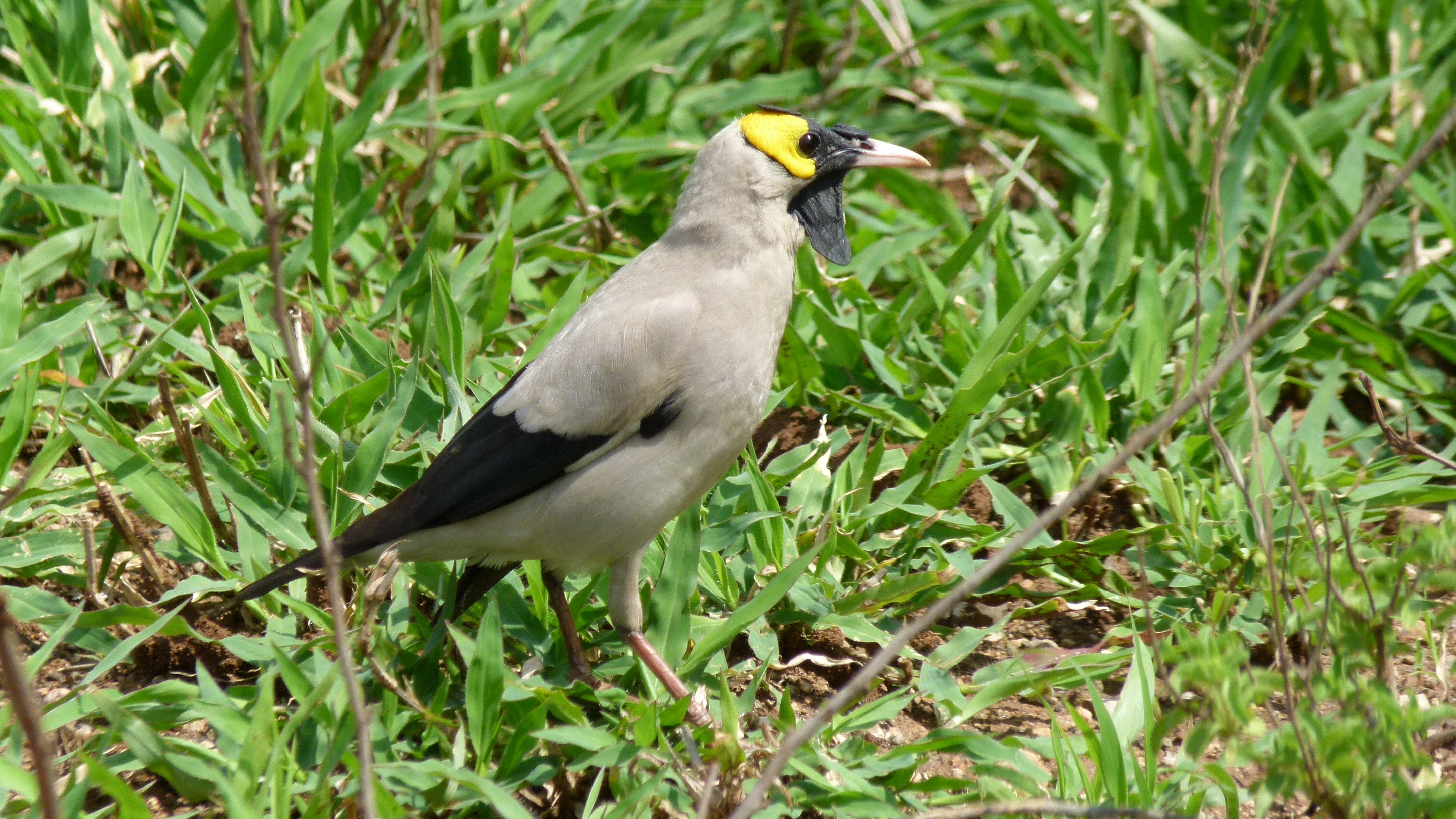
Самець жовтоголового шпака під час сезону розмноження

Довжина птаха становить 19-21 см, вага 70-75 г. Хвіст короткий, крила загострені. Забарвлення переважно сіре, надхвістя біле, махові пера і хвіст чорні. Дзьоб і лапи світло-сірі. У самців на плечах є білі плями, навколо очей характерні плями голої жовтої шкіри, на лобі і горлі смуги чорної голої шкіри. Під час сезону розмноження у самців пір'я на голові випадає таким чином, що на горлі утворюються чорні обвислі "сережки". У деяких особин такі "сережки" утворюються також над дзьобом. З віком ці характерні особливості стають все більш виразними, і навіть проявляються у деяких старих самиць, хоч і слабо виражено.

## Поширення і екологія
Жовтоголові шпаки мешкають в Ефіопії, Еритреї, Джибуті, Сомалі, Південному Судані, Кенії, Танзанії, Уганді, Руанді, Бурунді, Демократичній Республіці Конго, Анголи, Намібії, Замбії, Зімбабве, Малаві, Мозамбіку, Ботсвані, Південно-Африканській Республіці, Лесото і Есватіні. Бродячі птахи спостерігалися на півдні Аравійського півострова, на Мадагаскарі та на Сейшельських Островах. Жовтоголові шпаки живуть в саванах, рідколіссях і чагарникових заростях, на луках і полях, ведуть кочовий спосіб життя.

## Поведінка
Жовтоголові шпаки зустрічаються великими зграями, часто приєднуються до змішаних зграй птахів разом з іншими шпаками. Вони є всеїдними птахами, живляться безхребетними, насінням і ягодами. Віддають перевагу комахам, особливо коникам і сарані. Вони іноді супроводжують стада худоби та диких тварин, шукаючи паразитів у шерсті великих тварин.
Жовтоголові шпаки гніздяться колоніями, часто разом з іншими видами птахів, зокрема з ткачиками. Гнізда мають кулеподібну форму, розміщується на дереві і в чагарниках, на висоті від 1 до 10 м над землею. В кладці 3-4 блакитнуватих яйця, інкубаційний період триває 11 днів, пташенята покидають гніздо через 13-16 днів після вилуплення, однак батьки піклуються про них ще деякий час. І самці, і самиці разом будують гніздо, насиджують кладку і доглядають за пташенятами. 